# Lycia florentina
Lycia florentina är en fjärilsart som beskrevs av Pietro Stefanelli 1882. Lycia florentina ingår i släktet Lycia och familjen mätare, Geometridae. Inga underarter finns listade i Catalogue of Life.